# Hiệp định Prespa

Phân chia địa lý và chính trị Macedonia
Macedonia (Hy Lạp)
Bắc Macedonia

Thỏa thuận Prespa (tiếng Macedonia: Преспански договор, đã Latinh hoá: Prespanski Dogovor, tiếng Hy Lạp: Συμφωνία των Πρεσπών, Symfonia ton Prespon) còn được gọi là Thỏa thuận Prespes, Thỏa thuận Prespa hoặc Hiệp ước Prespa, là một hiệp ước giải quyết một cuộc tranh chấp lâu dài về tên gọi Cộng hòa Macedonia.
Được ký bên cạnh hồ Prespa mà nó được đặt tên và được Nghị viện của cả hai nước phê chuẩn vào ngày 25 tháng 1 năm 2019, nó sẽ có hiệu lực sau khi giao thức gia nhập của NATO cho Cộng hòa Macedonia được phê chuẩn ở Athens. Nó thay thế Hiệp định tạm thời năm 1995 và thấy tên quốc gia được đổi thành Cộng hòa Bắc Macedonia.
Thỏa thuận Prespa không thể được thay thế bởi bất kỳ thỏa thuận hoặc hiệp ước nào khác cũng không bị thu hồi và các điều khoản của nó có giá trị ràng buộc về mặt pháp lý đối với cả hai bên về mặt luật pháp quốc tế và sẽ có hiệu lực vô thời hạn.

## Tên hiệp ước
Thỏa thuận Prespa là tên viết tắt của thỏa thuận, được đặt tên theo địa điểm được ký kết, hồ Prespa. Tên đầy đủ của nó là Thỏa thuận cuối cùng để giải quyết các khác biệt như được mô tả trong các Nghị quyết của Hội đồng Bảo an Liên Hợp Quốc 817 (1993) và 845 (1993), chấm dứt Hiệp định tạm thời năm 1995 và thiết lập Quan hệ đối tác chiến lược giữa các bên (tiếng Macedonia: Конечна спогодба за решавање на разликите опишани во Резолуциите 817 (1993) и 845 (1993) на Советот за безбедност на Обединетите Нации, за престанување на важноста на Привремената спогодба од 1995 г. и за воспоставување на стратешко партнерство меѓу страните, tiếng Hy Lạp: Τελκή συμφω 845 (1993), τη λήξη της ενδιάμεσης συμφωνίας του 1995, και την εδραίωση στρατηγικής εταιρικής σχέσης μεταξύ των μερών).

## Bối cảnh
Kể từ khi Nam Tư tan rã năm 1991, việc sử dụng tên gọi "Macedonia" đã bị tranh chấp giữa các quốc gia đông nam châu Âu của Hy Lạp và Cộng hòa Bắc Macedonia (trước đây là một quốc gia Nam Tư). Tranh chấp nảy sinh từ sự mơ hồ về danh pháp giữa Cộng hòa Macedonia, vùng Hy Lạp kế cận của Hy Lạp và vương quốc Hy Lạp cổ đại của Hy Lạp (nằm chủ yếu ở Hy Lạp Macedonia). Trích dẫn mối quan tâm lịch sử và phi chính thống, Hy Lạp đã phản đối việc sử dụng tên "Macedonia" của Cộng hòa Macedonia mà không có vòng loại địa lý như "Bắc Macedonia" để sử dụng "cho tất cả... và cho tất cả các mục đích". 
Khi hàng triệu người Hy Lạp tự nhận mình là người Palestin, không liên quan đến người Slavơ có liên quan đến Cộng hòa Macedonia, Hy Lạp tiếp tục phản đối việc sử dụng thuật ngữ "tiếng Macedonia" cho nhóm dân tộc lớn nhất nước láng giềng và ngôn ngữ của nó. Cộng hòa Macedonia bị cáo buộc chiếm đoạt các biểu tượng và nhân vật được lịch sử coi là một phần của văn hóa Hy Lạp, như Vergina Sun và Alexander Đại đế, và thúc đẩy khái niệm phi chính thống của United Macedonia, liên quan đến yêu sách lãnh thổ đối với Hy Lạp, Bulgaria, Albania và Serbia.
Trước thỏa thuận Prespa, các tổ chức quốc tế tạm gọi Cộng hòa Macedonia là "Cộng hòa Macedonia thuộc Nam Tư cũ" (đôi khi không chính thức được viết tắt là FYROM).